# Mýron Michaïlídis
Pour les articles homonymes, voir Michaïlídis.
 (février 2022).
La mise en forme du texte ne suit pas les recommandations de Wikipédia : il faut le « wikifier ».
Les points d'amélioration suivants sont les cas les plus fréquents :
- Les titres sont pré-formatés par le logiciel. Ils ne sont ni en capitales, ni en gras.
- Le texte ne doit pas être écrit en capitales (les noms de famille non plus), ni en gras, ni en italique, ni en « petit »…
- Le gras n'est utilisé que pour surligner le titre de l'article dans l'introduction, une seule fois.
- L'italique est rarement utilisé : mots en langue étrangère, titres d'œuvres, noms de bateaux, etc.
- Les citations ne sont pas en italique mais en corps de texte normal. Elles sont entourées par des guillemets français : « et ».
- Les listes à puces sont à éviter, des paragraphes rédigés étant largement préférés. Les tableaux sont à réserver à la présentation de données structurées (résultats, etc.).
- Les appels de note de bas de page (petits chiffres en exposant, introduits par l'outil «  Source ») sont à placer entre la fin de phrase et le point final[comme ça].
- Les liens internes (vers d'autres articles de Wikipédia) sont à choisir avec parcimonie. Créez des liens vers des articles approfondissant le sujet. Les termes génériques sans rapport avec le sujet sont à éviter, ainsi que les répétitions de liens vers un même terme.
- Les liens externes sont à placer uniquement dans une section « Liens externes », à la fin de l'article. Ces liens sont à choisir avec parcimonie suivant les règles définies. Si un lien sert de source à l'article, son insertion dans le texte est à faire par les notes de bas de page.
- La présentation des références doit suivre les conventions bibliographiques. Il est recommandé d'utiliser les modèles {{Ouvrage}}, {{Chapitre}}, {{Article}}, {{Lien web}} et/ou {{Bibliographie}}. Le mode d'édition visuel peut mettre en forme automatiquement les références.
- Insérer une infobox (cadre d'informations à droite) n'est pas obligatoire pour parachever la mise en page.

Pour une aide détaillée, merci de consulter Aide:Wikification.
Si vous pensez que ces points ont été résolus, vous pouvez retirer ce bandeau et améliorer la mise en forme d'un autre article.
Mýron Michaïlídis (Grec: Μύρων Μιχαηλίδης) est un chef d'orchestre grec, et directeur artistique du nouveau Centre Culturel et de Conférences de Crète (en) (CCCC) à Héraklion en Grèce,. Il est généralement considéré comme l'un des plus grands chefs d'orchestre grecs actuels.
Auparavant, de 2018 à 2022, Michaïlídis remplit les fonctions de directeur musical général (Generalmusikdirektor) de l’Opéra d’Erfurt (de) et de l’Orchestre philharmonique d'Erfurt (de) en Allemagne, et de 2011 à 2017, de directeur artistique et de chef principal de l'Opéra national de Grèce (grec: Εθνική Λυρική Σκηνή, Ethnikí Lyrikí Skiní) à Athènes, dont il fait l’une des grandes maisons d’opéra européennes. Entre 2004 et 2011, il est le directeur artistique général et chef principal de l'Orchestre Symphonique d'État de Thessalonique, tandis qu’entre 1999 et 2004, il occupe le poste de chef permanent de l'Opéra de Saxe Orientale en Allemagne.
Le répertoire de Mýron Michaïlídis, qui comprend un vaste catalogue de plus de 250 œuvres symphoniques et de 40 opéras, s’étend de la musique baroque à la musique contemporaine, et des œuvres symphoniques et chorales à l’Opéra. Il est un grand spécialiste et défenseur de la musique de Beethoven, de Tchaïkovski, de Rachmaninov et de Xenakis, ainsi que des opéras de Verdi, de Puccini, de Gounod et de Wagner.
Il dirige de nombreux grands orchestres dans le monde, notamment l'orchestre symphonique de Berlin, l'Orchestre philharmonique d'Erfurt (de), l’Orchestre d'État de Brunswick (de), l'Orchestre National de la Sarre, l’Orchestre de chambre de Vienne, la Camerata de Munich, l'Orchestre symphonique de Rome (it), l'Orchestre Symphonique de l’Opéra de Shanghai, l'Orchestre symphonique de Jérusalem, l'Orchestre Philharmonique d'Ontario, l'Orchestre National de Croatie de Rijeka, l'Orchestre philharmonique slovaque, l'Orchestre symphonique de la radio de Prague, l'Opéra national de Bucarest, l'Orchestre philharmonique George Enescu, l'Orchestre national de la radio roumaine, l'Orchestre de l'Opéra National de la République de Macédoine du Nord, l'Orchestre philharmonique d'Odessa, l'Orchestre symphonique de l'Opéra d'État d'Astrakhan (ru), l'Orchestre symphonique de Bilkent, l'Orchestre symphonique d'État du Mexique (es), Orchestre Symphonique Municipal de São Paulo (pt), etc. En Grèce, il collabore régulièrement avec l’ensemble des Orchestres Symphoniques du pays, tels que l'Orchestre Symphonique d'État de Thessalonique, l'Orchestre National d'Athènes, l'Orchestre Symphonique de la Radio Grecque ERT, l'Orchestre de l'Opéra national de Grèce ainsi que l'Orchestre Philharmonia d'Athènes.
Il collabore également avec de nombreux artistes renommés, tels qu’Aldo Ciccolini, Cyprien Katsaris, Paul Badura-Skoda, Ivo Pogorelić, Lars Vogt, Fazil Say, Barry Douglas, Martino Tirimo (en), Dimitris Sgouros (en), Salvatore Accardo, Vadim Repin, Shlomo Mintz, Diana Tishchenko, Kirill Troussov, Mischa Maisky, Theodore Kerkezos (en), Paata Burchuladze (en), June Anderson, Cheryl Studer, María Farantoúri, ainsi qu’avec beaucoup d’autres. À propos de son étroite collaboration avec Mýron Michaïlídis et l'Orchestre Symphonique d'État de Thessalonique, le légendaire pianiste Aldo Ciccolini déclare en mai 2006 :  

« J’ai été impressionné et ravi de jouer avec la collaboration de cet orchestre, magnifiquement dirigé par Monsieur Mýron Michaïlídis qui sait ce qu’il fait… une rencontre dont je me souviendrai longtemps... »

— Aldo Ciccolini
De même, et plus récemment à la suite d'un concert dirigé par Michaïlídis à Erfurt en septembre 2018, Cyprien Katsaris qui interpréterait le concerto pour piano n ° 2 de Chostakovitch, déclare :  

« L'Orchestre Philharmonique d'Erfurt, dirigé par le grand chef d'orchestre grec Mýron Michaïlídis, a joué merveilleusement bien [...] c'était tout simplement fantastique ! Puis, lorsque j'entendis la Symphonie No. 2 de Rachmaninov en seconde partie, je ne puis croire à ce à quoi j'assistais : à un miracle ! »

— Cyprien Katsaris

## Formation
Mýron Michaïlídis naît à Héraklion, sur l'île de Crète en Grèce. Il poursuit des études de piano auprès de Dimitris Toufexis (el) à Athènes, puis entre dans la classe de direction d’orchestre de Hans-Martin Rabenstein à l’École Supérieure de Musique des Beaux-arts de Berlin (Hochschule/Universität der Künste, UdK). Il suit notamment des master classes de Miltiades Caridis à l’Académie Carl Maria von Weber de Dresde, et de Sir Simon Rattle à Berlin. Michailidis est également diplômé de la Faculté de Droit de l’Université d’Athènes.

## Carrière

### Orchestre Symphonique d'Etat de Thessalonique (2004-2011)
Au cours de son mandat de directeur artistique général de l'Orchestre Symphonique d'État de Thessalonique entre 2004 et 2011, Mýron Michaïlídis renouvelle radicalement la programmation de l'orchestre et pénètre la discographie internationale (voir ci-dessous). Il dirige également de nombreux concerts à la résidence de l'Orchestre, le Palais de la musique de Thessalonique, et l'emmène dans diverses salles en Grèce et à l'étranger (au Smetana Hall et au Rudolfinum de Prague (2009), au Théâtre Verdi de Florence (2009), au Konzerthaus de Berlin (2010), etc.). En décembre 2007, lors des célébrations de l'Année culturelle de la Grèce en Chine, il emmène l'orchestre en tournée à Pékin, hôte des Jeux Olympiques de 2008, et dirige un concert historique dans la salle de concert de la Cité interdite.

### Opéra National de Grèce (2011-2017)
En 2011, Mýron Michaïlídis est nommé Directeur Artistique de l'Opéra national de Grèce à Athènes. Au cours de son mandat emblématique de six ans et en plein milieu de la crise économique grecque, Michaïlídis réussit remarquablement à accroître son profil et celui de la compagnie lyrique, réalisations acclamées tant au niveau national qu'international,,,,.
Sur le plan économique, Michaïlídis réussit à rétablir l'équilibre budgétaire de cette institution. La dette accumulée de 17 millions d'euros dont il avait hérité en 2011 est presque entièrement recouvrée dès 2014,,,. Ce résultat remarquable, obtenu pendant la crise de la dette publique grecque, est obtenu par des réductions de dépenses spécifiques (mais sans licenciement de personnel) et par une politique substantielle de sensibilisation du public, qui accroît considérablement l’intérêt général et médiatique pour l'art lyrique, ainsi que les ventes de billets et les taux de remplissage des salles.
Michaïlídis parvient en effet à ouvrir les portes de l'Opéra à un nouveau public en développant un large éventail d'activités artistiques, culturelles, sociales et éducatives novatrices (qui sont toutes présentées par le Maestro lors de sa célèbre conférence TEDxAcademy2014), telles que des répétitions ouvertes au public, des promenades musicales dans les rues d’Athènes, des spectacles de danse sur les places des villes, des concerts gratuits en plein air et des galas d’opéra dans des lieux non conventionnels, voire insolites (comme au port du Pirée pour une «valse des ferry boats», comme à l’aéroport international d’Athènes, comme dans les stations du métro d’Athènes, comme au marché central du Varvakeio, ou comme sur les esplanades du Musée National Archéologique d’Athènes ou du nouveau Musée de l'Acropole, etc.),. Parmi les autres initiatives prises par Michaïlídis figurent les programmes «Opéra de la valise» (opéras miniatures représentés dans des villes périphériques grecques) ou «l'autobus Opéra» (autobus à impériale à bord duquel les chanteurs de la troupe de l'Opéra offrent une représentation aux passants dans les rues d'Athènes), la création d'un chœur d'enfants de l’Opéra National (d'environ 80 jeunes membres, qui se produit notamment devant le président américain Barack Obama à l'occasion de sa visite officielle à Athènes en 2016) et d'un «Programme pour Jeunes Artistes», et enfin la participation au programme de l'Union Européenne de sensibilisation «Opéra interactif pour les écoles primaires», qui concerne près de 45 000 élèves dans 147 écoles des régions grecques,.

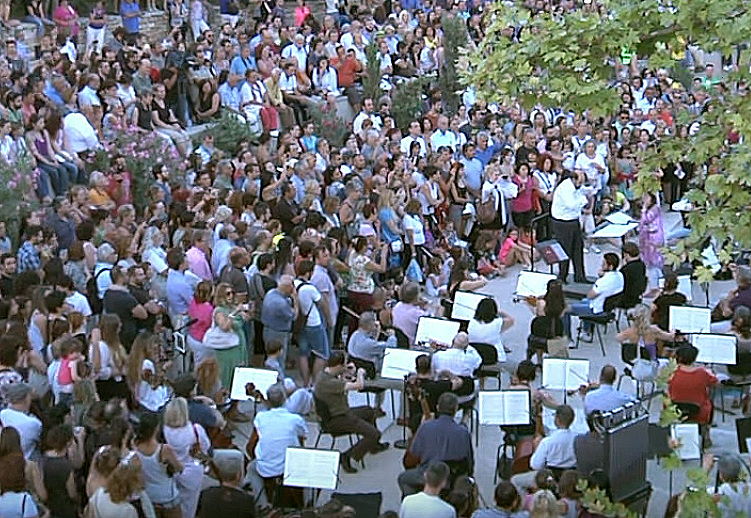
Mýron Michaïlídis dirigeant l'Orchestre de l'Opéra National de Grèce sous l'Acropole, lors une répétition publique à ciel ouvert de Madame Butterfly de Puccini (Athènes, juillet 2013)

En parallèle, Michaïlídis développe un cadre pour des coproductions internationales avec de grands théâtres lyriques européens tels que le Royal Opera House de Covent Garden à Londres, l'Opéra National du pays de Galles, le Wiener Staatsoper, le Festival des Arènes de Vérone, le Teatro La Fenice à Venise,. Il élargit et approfondit également les relations de l’Opéra National de Grèce avec d'autres théâtres européens, en tant que membre du Forum européen des théâtres lyriques, Opera Europa (en).
Sur le plan artistique, Michaïlídis dirige de nombreuses représentations d'opéra dans l'enceinte du bâtiment historique de l’Opéra National de Grèce (Théâtre Olympia, 700 places), dans le théâtre antique en plein air d'Athènes, l’Odéon d'Hérode Atticus (sous l'Acropole, 5000 places, pendant le festival annuel d'été d'Athènes), et dans les salles du Megaro Mousikis (Palais de la Musique d’Athènes, 2000 et 1750 places), avec une grande majorité de représentations données à guichets fermés. Il dirige Les Contes d'Hoffmann (2001), L'elisir d'amore (2002), Fedora (2002), Tosca (2004 & 2012), Il Trovatore (2005), L'italiana in Algeri (2006), La Traviata (2010), Die Zauberflöte (2010 & 2011), Faust (2012), I vespri siciliani (2013), Madama Butterfly (2013), Macbeth (2014), Otello (2014), La Bohème (2015), Tristan und Isolde (2015), Aida (2016) et Lohengrin (2017). Le répertoire de l’Opéra National de Grèce s’élargit considérablement et propose jusqu’à 35 nouveaux titres d’opéra et d’opérette, ainsi que 11 nouveaux ballets.

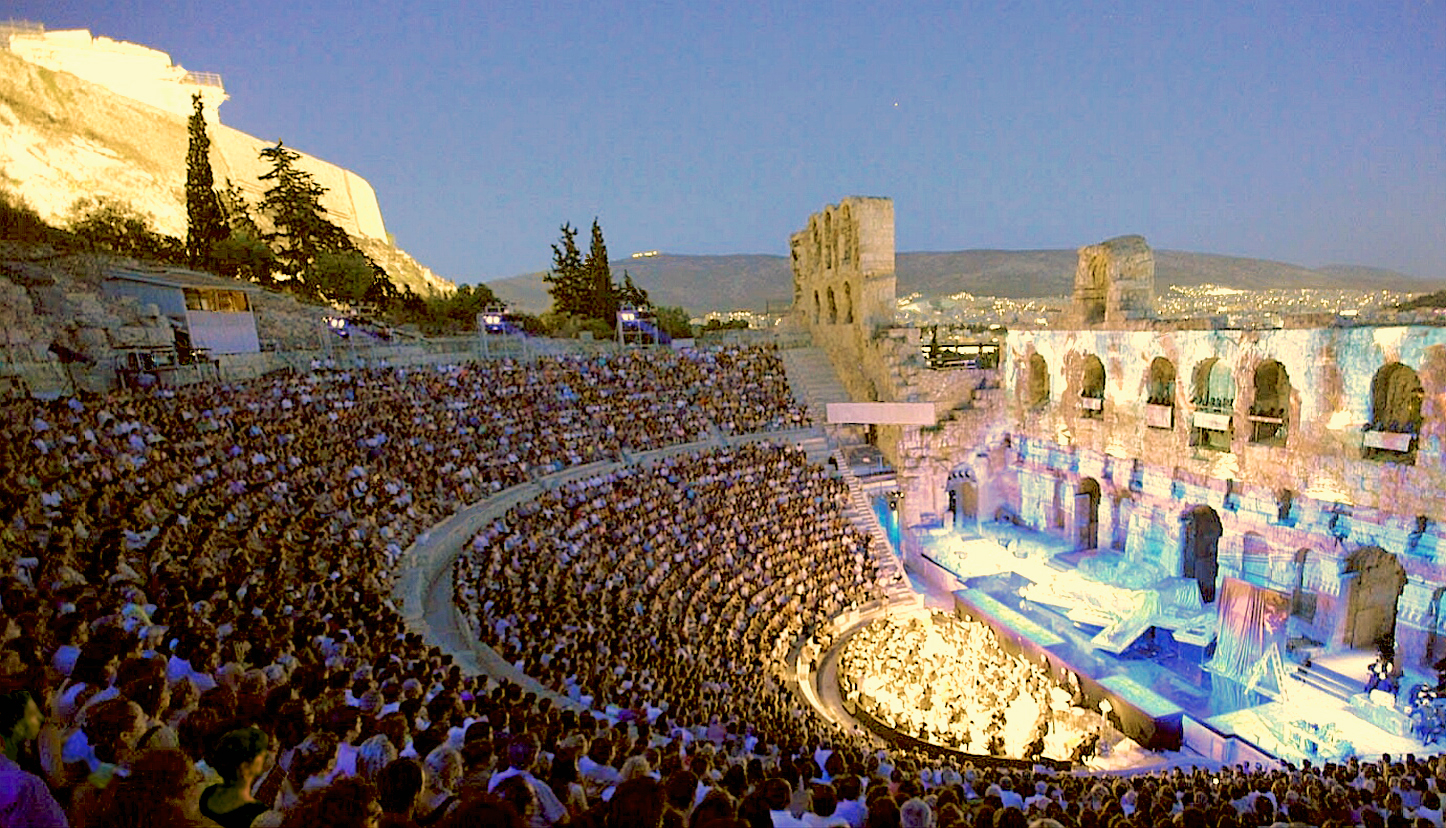
Mýron Michaïlídis dirigeant Tosca de Puccini avec l'Orchestre de l'Opéra National de Grèce dans l’Odéon d'Hérode Atticus sous l'Acropole (en 2012)

Michaïlídis poursuit également la défense de la production d'œuvres rares et de musique contemporaine. Il fait notamment monter sur scène des œuvres contemporaines écrites par six compositeurs grecs modernes. En 2014, il crée en première mondiale l'opéra contemporain «La Meurtrière» (Η Φόνισσα, d'après le célèbre roman d'Alexandre Papadiamándis) écrit par Giorgos Koumendakis (en), le compositeur en résidence de l’Opéra National de Grèce. Michaïlídis dirige également l'orchestre et les chœurs de l’Opéra dans deux nouvelles productions d'opéras de Richard Wagner: Tristan und Isolde (en 2015, mis en scène par Yiannis Kokkos) et Lohengrin (en 2017, mis en scène par Anthony McDonald), qui sont tous deux entendus pour la première fois dans l'histoire grecque, dans leur version intégrale, originale et scénique. L'une des réalisations de long terme les plus réussies de Michaïlídis est sans doute le déménagement de l’Opéra National de Grèce en 2017 de son ancien lieu, le théâtre historique Olympia situé dans le centre d'Athènes, vers ses quartiers nouvellement construits du Centre culturel de la fondation Stávros-Niárchos, un centre des arts de la scène ultramoderne conçu par le célèbre architecte Renzo Piano, comprenant les nouvelles installations de la Bibliothèque nationale de Grèce et de l’Opéra National de Grèce (nouvelle salle d'opéra de 1400 places), situé dans un parc de 210 000 m² situé près du centre d’Athènes, à Kallithéa, en bord de mer sur la Riviera d'Athènes. En 2014, avant le déménagement, Michaïlídis dirige notamment l'orchestre de l'Opéra sur le site en construction du Centre culturel, pour une performance orchestrale en plein air d'une rare poésie, au cours de laquelle 10 grues de construction littéralement "dansent" sur la musique des Planètes de Gustav Holst et sur une chorégraphie inédite de Renato Zanella.

### Théâtre d'Erfurt et Orchestre Philharmonique d'Erfurt (2018-2022)

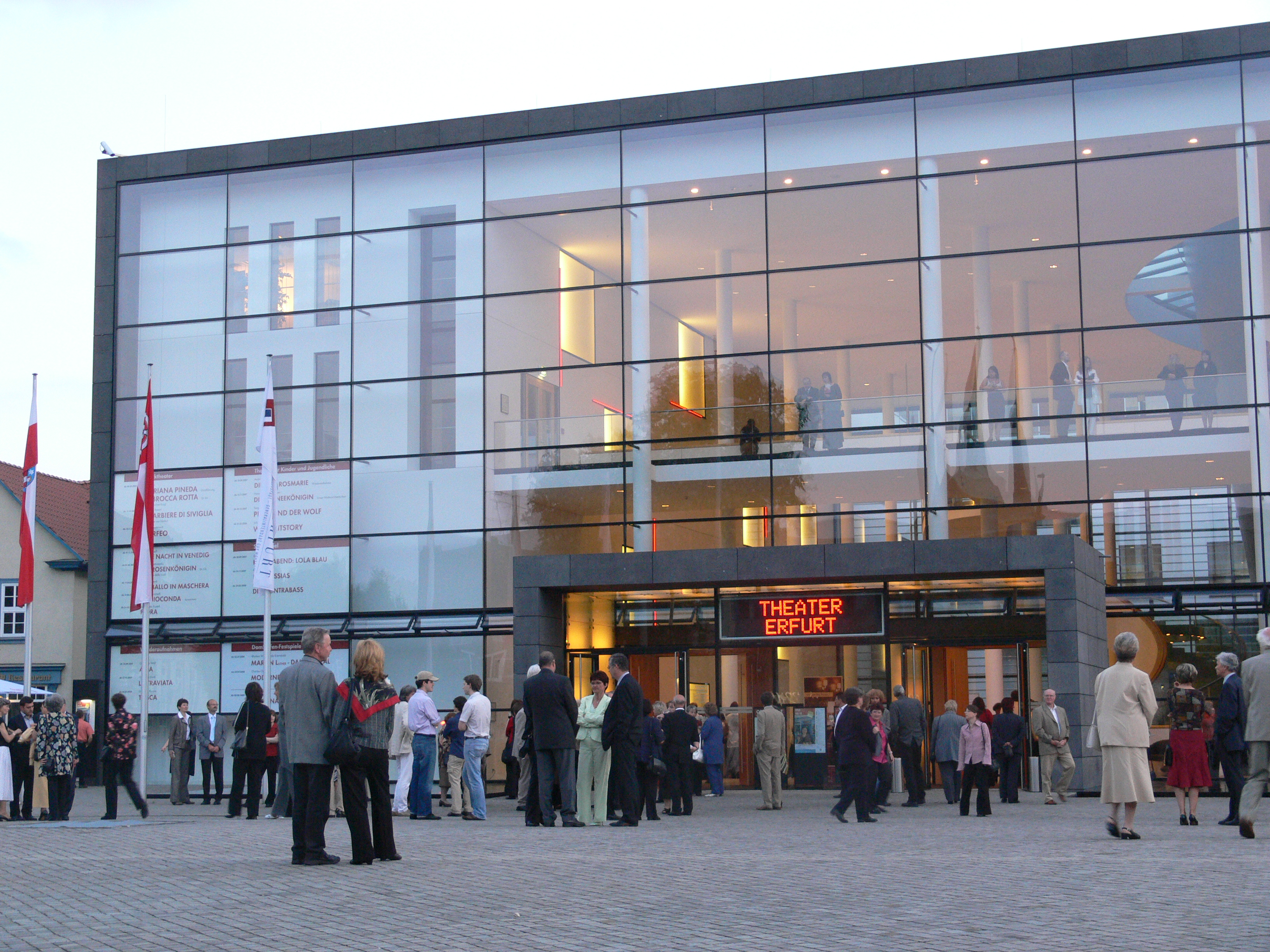
Nouveau bâtiment de l’Opéra d'Erfurt (Großes Haus)

Après avoir complété deux mandats successifs à la tête de l’Opéra National de Grèce, et quelques mois seulement avant l'installation finale de l’Opéra National de Grèce au Centre culturel de la fondation Stávros-Niárchos, le ministère grec de la Culture annonce à la surprise générale en février 2017 que le contrat de Michailidis n'est pas prolongé au-delà de la saison 2017, provoquant un choc considérable dans l'opinion publique. À la suite de son invitation par l'Opéra de Shanghai pour diriger La Fille du régiment de Donizetti (pour sa première présentation sur le sol chinois) et par l’Opéra d'Erfurt pour diriger le rare Giulietta e Romeo de Riccardo Zandonai, il est annoncé fin 2017 que Michailidis est choisi par la direction de l’Opéra d'Erfurt et par les membres de l'Orchestre Philharmonique d'Erfurt pour devenir leur nouveau Directeur Musical Général ("Generalmusikdirektor") pour les deux saisons à venir.
Pour ses débuts lors de la saison 2018/19, Michailidis dirige une nouvelle production de Carmen de Bizet au festival en plein air d'été d'Erfurt 2018, Festival DomStufen (de) (qui a lieu sur la place de la Cathédrale d'Erfurt, pouvant accueillir jusqu'à 2000 spectateurs). Lors des saisons suivantes, il dirige La Veuve Joyeuse de Lehár (2019), Le Conte du tsar Saltan de Rimsky-Korsakov (2019), Aida (2019), Nabucco (2020, 2022) et Luisa Miller (2022) de Verdi, Lohengrin de Wagner (2020), et Manon Lescaut de Puccini (2021), ainsi qu'une série de concerts d'œuvres  symphoniques de Mozart, Beethoven, Schumann, Brahms, Mahler, Strauss, Tchaïkovski, Rimsky-Korsakov, Rachmaninoff, Prokofiev, Kabalevski, Berlioz, Massenet, Debussy, Dutilleux, Skalkóttas et Theodorákis,. Le 3 décembre 2022, Michailidis dirige également la création en première mondiale de Eleni, un opéra contemporain basé sur le best-seller homonyme de l'écrivain américain d'origine grecque Nicholas Gage, écrit par le compositeur australo-grec Nestor Taylor (livret de Fergus Currie) et mis en scène par le directeur de l’Opéra d'Erfurt Guy Montavon (de). Michailidis dirige le "Philharmonisches Orchester Erfurt" dans le bâtiment nouvellement construit de l’Opéra d'Erfurt (Großes Haus, 840 sièges) ou dans plusieurs autres lieux historiques de Thuringe, tel que la célèbre Salle des Fêtes ("Festsaal") du Château de la Wartbourg.

### Centre Culturel et de Conférences de Crète (2019-)

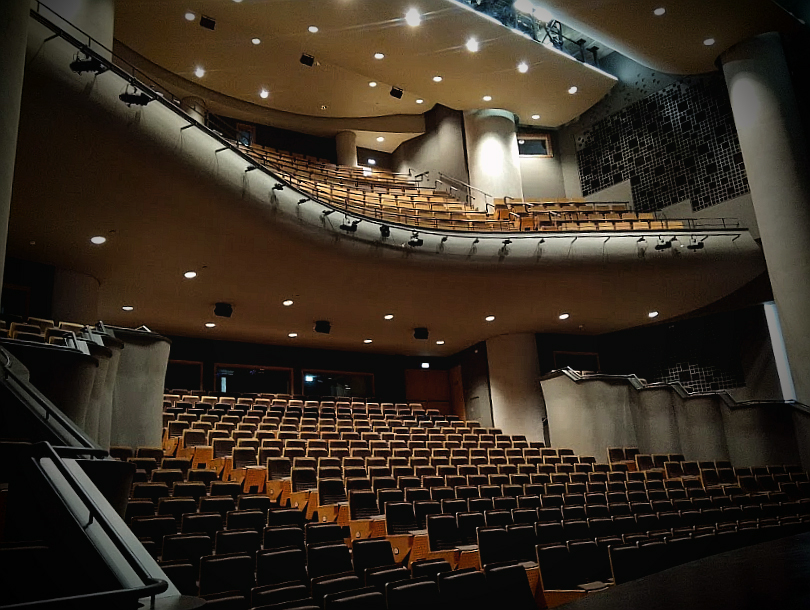
Grande salle du nouveau Centre Culturel et de Conférences de Crète, à Héraklion (2019).

En février 2019, Mýron Michaïlídis est nommé le tout premier directeur artistique du nouveau Centre Culturel et de Conférences de Crète (en) (CCCC), à Héraklion en Grèce, fonction qu'il occupe initialement en parallèle à son poste de Directeur Musical Général à l’Opéra d'Erfurt,. Au cours d'un concert inaugural historique, Michaïlídis dirige l'Orchestre Symphonique de la Radio Grecque ERT dans des œuvres de Markópoulos (en), Theodorákis, Rossini, Massenet et Tchaïkovski, toutes inspirées par la tradition Crétoise ou Méditerranéenne. 
Michaïlídis poursuit en Crète ses collaborations avec des artistes de renommée internationale, tels que Cyprien Katsaris, Diana Tishchenko, Antonis Foniadakis (ballet contemporain Burning Water) ou María Farantoúri,.
En novembre 2021, il produit en collaboration avec le Théâtre Grattacielo (en) de New York et dirige Idomeneo de Mozart, la première représentation d'opéra en version scénique et complète jamais donnée en Crète. C'est aussi la première fois depuis sa création que l'opéra de Mozart, dont le livret situe l'action en Crète, est donné sur l'île. Lors des saisons suivantes, d'autres nouvelles productions sont proposées en version scéniques et complètes pour la premiere fois en Crète (toutes par l'Orchestre Philharmonia d'Athènes dirigé par Michaïlídis): Otello (2022, co-produit par le Théâtre national croate de Rijeka,) et Rigoletto (2023) de Verdi, Carmen de Bizet (2023, co-produit par le Teatro Grattacielo of New York),, L'elisir d'amore de Donizetti (2024), Cavalleria rusticana de Mascagni (2024, en collaboration avec le Festival Mascagni de Livourne), Tosca de Puccini (2025, co-produit par le Théâtre National de Croatie Rijeka). Au cours de cette saison, en février 2023, Michaïlídis triomphe également au CCCC dans la création en première mondiale de Eleftherios Venizelos, un opéra contemporain basé sur la vie de l'éminent homme d'État grec Elefthérios Venizélos, considéré comme le « fondateur de la Grèce moderne », écrit par le compositeur grec Dimitris Maramis et mis en scène par le directeur de l’Opéra d'Erfurt Guy Montavon (de). 
Au cours de l'été 2023, Michaïlídis conduit le Carmina Burana de Carl Orff dans la salle du CCCC, puis lors du festival en plein air "Giortes Rokkas", en Crète, un événement qui s'est déroulé dans l'enceinte même du site archéologique de l'antique Rokka, devant un public de plus de 5 000 auditeurs. En novembre 2024, dans le cadre des célébrations marquant le bicentenaire de la Symphonie n° 9 en ré mineur, opus 125 de Ludwig van Beethoven, Michailidis dirige le chef-d'œuvre emblématique du compositeur lors d'un concert historique, présentant l'œuvre pour la toute première fois en Crète.

## Discographie
Michaïlídis enregistre pour EMI Classics et à plusieurs reprises pour Naxos, ainsi que pour de nombreux labels Grecs et pour la Radio Nationale Grecque:
- En 2007, son premier enregistrement pour Naxos, «Classiques Grecs - Impressions pour Saxophone et Orchestre», consacré aux œuvres de compositeurs contemporains grecs tels que Míkis Theodorákis, Nikos Skalkottas, Théodore Antoniou, Mános Hadjidákis, Minas Alexiadis (el) et Vassilis Tenidis (el) et interprétées par le saxophone virtuose Theodore Kerkezos (en) et l'Orchestre Symphonique d'Etat de Thessalonique dirigé par Michaïlídis reçoivent le «Prix Supersonic» du magazine Luxembourgeois «Pizzicato Classics» et sont recommandés par Naxos pour deux Grammy Awards[53].

- En 2009, son enregistrement des œuvres du compositeur italien Ildebrando Pizzetti pour Naxos[54] (dont certaines en première mondiale) reçoit de nombreuses distinctions («Distinction Honorifique» de l'Union des Critiques Grecs de Théâtre et de Musique en décembre 2009)[55], ainsi que de nombreuses critiques élogieuses dans la presse musicale internationale (dont «Cinq Diapasons» attribués par le magazine français «Diapason»).

- En 2012, son enregistrement[12] pour EMI Classics des Concertos pour piano Nos 3 et 4 de Beethoven avec l'Orchestre Symphonique d'Etat de Thessalonique et le légendaire pianiste français Aldo Ciccolini est salué par la presse internationale[56],[57],[58].

- En 2015, il dirige, enregistre et publie le premier DVD produit par l'Opéra national de Grèce de son histoire, le Faust de Charles Gounod, avec dans la distribution: Eric Cutler (Faust), Alexia Voulgaridou (Marguerite), Paata Burchuladze (Méphistophélès), Dimitri Platanias (Valentin), Renato Zanella (Mise en scène - Chorégraphie), Mýron Michaïlídis (Direction de l'Orchestre, des Chœurs et du Ballet de l’Opéra National de Grèce). Cette production est filmée et enregistrée le 20 janvier 2012 au Palais de la Musique d’Athènes par Michalis Dais[59].

## Distinctions
- «Distinction Honorifique» de l'Union des Critiques Grecs de Théâtre et de Musique (2009)[55].

- Chevalier de l’Ordre des Arts et des Lettres de la République Française (2016)[18].

- Prix «Apollon» de la Société des Amis de l'Opéra National de Grèce pour sa contribution exceptionnelle aux réalisations et aux succès de l’institution (2017)[60].